# Rolampont
Rolampont – miejscowość i gmina we Francji, w regionie Grand Est, w departamencie Górna Marna.
Według danych na rok 1990 gminę zamieszkiwało 1517 osób, a gęstość zaludnienia wynosiła 31 osób/km².

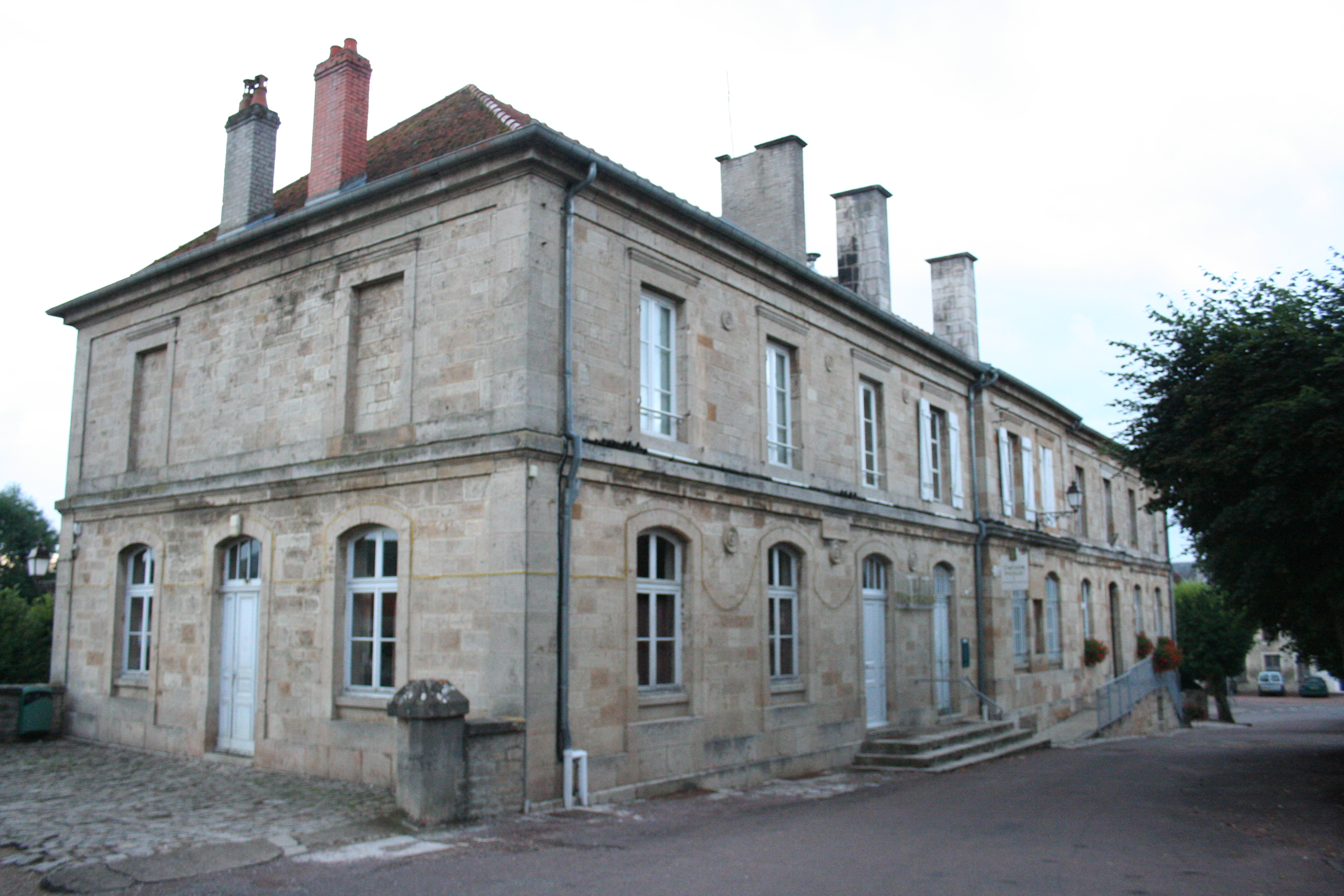
Ratusz w Rolampont, 2009